# Бородаевка (Волгоградская область)
Бородаевка — село в Руднянском районе Волгоградской области, в составе Лемешкинского сельского поселения.
Население — 253 (2010)

## История
В Историко-географическом словаре Саратовской губернии, составленном в 1898—1902 годах, значится как деревня Лемешкинской волости Камышинского уезда Саратовской губернии. Заселено в конце XVIII крестьянами, переселёнными из слободы Рудни. Жители — малороссы, православные, бывшие крепостные крестьяне князей Четвертинских. При освобождении крестьяне получили за выкуп земельный надел в 670 (по другим данным 680) десятин удобной земли и 79,5 десятин неудобной земли. Жители занимались исключительно сельским хозяйством. В 1893 году открылась школа грамотности

С 1928 года — в составе Руднянского района Камышинского округа (округ упразднён в 1930 году) Нижне-Волжского края. С 1935 года в составе Лемешкинского района Сталинградского края (с 1936 года — Сталинградской области, с 1954 по 1957 год — район в составе Балашовской области). В 1959 году в связи с упразднением Лемешкинского района вновь передано в состав Руднянского района

## Физико-географическая характеристика
Село находится в степной местности, в пределах Хопёрско-Бузулукской равнины, являющейся южным окончанием Окско-Донской низменности, являющейся частью Восточно-Европейской равнины, на правом берегу реки Щелкан, южнее села Лемешкино. Рельеф местности равнинный. Высота центра населённого пункта — около 125 метров над уровнем моря. К западу от села высота местности постепенно повышается. Почвы — чернозёмы южные.
По автомобильным дорогам расстояние до областного центра города Волгограда составляет 330 км, до районного центра посёлка Рудня — 25 км.
Часовой пояс
Бородаевка, как и вся Волгоградская область, находится в часовой зоне МСК (московское время). Смещение применяемого времени относительно UTC составляет +3:00.

## Население
Динамика численности населения
| 1862 | 1886 | 1894 | 1911 | 1987 |
| ---- | ---- | ---- | ---- | ---- |
| 309  | 306  | 439  | 522  | ≈120 |

| 2010 |
| ---- |
| 253  |